# Nowe Rogowo
Nowe Rogowo – wieś w Polsce położona w województwie mazowieckim, w powiecie płockim, w gminie Bulkowo.
W latach 1975–1998 miejscowość administracyjnie należała do województwa płockiego.